# Захолом’я
Захолом’я (рос. Захоломье) — присілок в Торопецькому районі Тверської області Російської Федерації.
Населення становить 108 осіб. Входить до складу муніципального утворення Плоскоське сільське поселення.

## Історія
Від 2005 року входить до складу муніципального утворення Плоскоське сільське поселення.

## Населення
| 1997 | 2010 |
| ---- | ---- |
| 163  | ↘108 |